# Franco Díaz
Franco Martín Díaz (Burzaco, 28 agosto 2000) è un calciatore argentino, centrocampista dell'Instituto (C) in prestito dal Vélez Sarsfield.

## Caratteristiche tecniche
È un centrocampista centrale.

## Carriera
Cresciuto nel settore giovanile del Temperley, è stato prestato allo Sp. Barracas nel 2020, con cui ha giocato il suo primo incontro professionistico il 26 febbraio contro il Gimnasia (LP) in Copa Argentina. Rientrato al Temperley, il 18 giugno 2021 ha segnato il primo gol in carriera nell'incontro di Primera B Nacional perso 3-2 contro l'Almirante Brown.
Il 12 gennaio 2022 è stato acquistato a titolo definitivo dal Vélez Sarsfield, con cui ha esordito il mese successivo nel successo per 2-0 sull'Aldosivi in Copa de la Liga Profesional. Il 2 gennaio 2023 è stato prestato per una stagione al Platense, dove ha giocato 40 incontri e realizzato una rete.
Il 7 gennaio 2024 è passato in prestito al Newell's Old Boys.
Il 5 agosto 2024 passa a titolo temporaneo all'Instituto (C).

## Statistiche

### Presenze e reti nei club
Statistiche aggiornate al 2 aprile 2024.
| Stagione        | Squadra           | Campionato      | Campionato | Campionato | Coppe nazionali | Coppe nazionali | Coppe nazionali | Coppe continentali | Coppe continentali | Coppe continentali | Altre coppe | Altre coppe | Altre coppe | Totale | Totale | Totale |
| Stagione        | Squadra           | Comp            | Pres       | Reti       | Comp            | Pres            | Reti            | Comp               | Pres               | Reti               | Comp        | Pres        | Reti        | Pres   | Reti   |        |
| --------------- | ----------------- | --------------- | ---------- | ---------- | --------------- | --------------- | --------------- | ------------------ | ------------------ | ------------------ | ----------- | ----------- | ----------- | ------ | ------ | ------ |
| 2020            | Sp. Barracas      |                 | -          | -          | CA              | 1               | 0               |                    | -                  | -                  |             | -           | -           | 1      | 0      |        |
| 2021            | Temperley         | PBN             | 20         | 2          | CA+CdL          | 2               | 0               |                    | -                  | -                  |             | -           | -           | 22     | 2      |        |
| 2022            | Vélez Sarsfield   | PD              | 5          | 0          | CA+CdL          | 1+8             | 1+0             | CL                 | 2                  | 0                  |             | -           | -           | 16     | 1      |        |
| 2023            | Platense          | PD              | 23         | 1          | CA+CdL          | 1+16            | 0               |                    | -                  | -                  |             | -           | -           | 40     | 1      |        |
| 2024            | Newell's Old Boys | PD              | 0          | 0          | CA+CdL          | 0+10            | 0               |                    | -                  | -                  |             | -           | -           | 10     | 0      |        |
| Totale carriera | Totale carriera   | Totale carriera | 48         | 3          |                 | 39              | 1               |                    | 2                  | 0                  |             | -           | -           | 89     | 4      |        |